# Крста Смиљанић
Крста Смиљанић (Љубиш, 17/29. децембар 1868 — Београд, 14. мај 1944) био је армијски генерал, бан Зетске бановине (1929–1931) и сенатор.

## Биографија
Рођен је 17/29. децембра 1868. године од оца Милосава и мајке Видосаве. Завршио је основну школу и гимназију, потом је 1. септембра 1888. године уписао Нижу школу Војне академије коју је после три године завршио и добио чин инжењерског потпоручника.
У октобру 1896. године завршио је Вишу школу Војне академије, одакле је преведен у генералштабну струку.
За време Првог балканског рата био је сарадник војводе Радомира Путника, који му је поверио руковођење Саобраћајног одељења врховне команде. Никола Пашић, тадашњи председник владе, га је по завршетку Другог балканског рата уврстио у састав делегације мировних преговора у Букурешту.
Током Првог светског рата командовао је Дринском дивизијом у ратним операцијама и током повлачења преко Црне Горе и Албаније.
Слобода има лица оних који су за њу живот дали.
После Првог светског рата био је командант Треће армијске области, члан Врховног законодавног савета, бан Зетске бановине 1929-31, а од 10. јануара 1932. године указом краља Александра био је постављен за сенатора.
До почетка Другог светског рата живео је у Београду, да би се непосредно по његовом почетку вратио у Љубиш. Немачка команда га је спровела у Београд где је био у кућном притвору у свом стану. Ту је и умро 14. маја 1944. године.
О њему је Снежана Ђенић објавила две књиге: Армијски ђенерал Крста Смиљанић  151084044 и Ђенерал Крста Смиљанић: хроника једног витешког живота  210268428.

## Унапређење у чинове
Од 1894. је имао чин поручника, 1902. мајора, 1913 пуковника, а од 1923. године чин армијског генерала.

## Одликовања

### Домаћа одликовања
- Орден Карађорђеве звезде са мачевима 2, 3. и 4. реда
- Орден белог орла 1, 2. и 5. реда
- Орден белог орла ca мачевима 2. реда
- Орден Таковског крста 5. реда
- Орден Светог Саве 1. реда
- Орден Југословенске круне 1. и 2. реда
- Медаља за војничке врлине
- Медаља за ревносну службу.
- Спомен-крст 1913.
- Споменица на Први светски рат 1914—1918.
- Споменица на борбе за ослобођење северних крајева Југославије (1918—1919).
- Албанска споменица

### Инострана одликовања
- Орден Леополда 1. реда, Белгија
- Орден Светог Спаситеља 2. реда, Грчка
- Орден Купатила 3. реда, Енглеска
- Орден Светог Михаила и Светог Ђорђа 2. реда, Енглеска
- Орден Св. Мауриција и Лазара 1. реда, Италија
- Орден Лава и Сунца 3. реда, Персија
- Орден Полонија Реститута 2. реда, Пољска
- Орден Румунске круне 2. реда, Румунија
- Орден Румунске Звезде 3. реда, Румунија
- Орден Легије части 3. реда, Француска
- Орден Данила I 2. и 4. реда, Црна Гора
- Орден Белог лава 1. реда, Чехословачка
- Ратни крст 1914—1918, Француска
- Ратни крст, Чехословачка